# Viktōr Mītropoulos
Viktōr Mītropoulos (in greco Βίκτωρ Μητρόπουλος?; 14 febbraio 1947) è un ex calciatore greco, di ruolo difensore.